# 장보 (배우)
장보(중국어 간체자: 张博, 정체자: 張博, 병음: Zhāng Bó, 1982년 8월 29일 ~ )는 중화인민공화국의 배우이다. 2002년 중앙희극학원 연출과 학사를 졸업하였다.

## 출연 작품
- 2008년 : 삼국 - 손권 역
- 2009년 : 창궁의 묘 - 광서제 역
- 2017년 : 대진제국 3